# Juraj Sagan
Juraj Sagan (Žilina, 23 dicembre 1988) è un ex ciclista su strada slovacco. 
Professionista dal 2010 al 2022, è il fratello maggiore di Peter Sagan, anch'egli ciclista.

## Carriera
Da Under-23 colleziona cinque successi e diversi piazzamenti, soprattutto nelle corse svolte in patria. Nel 2007 passa alla Dukla Trenčín Merida, squadra Continental slovacca, rimanendovi per tre anni; il 1º agosto 2010 si trasferisce quindi, in qualità di stagista, alla Liquigas-Doimo, formazione ProTour. In quello spezzone di stagione ottiene il sesto posto al Giro del Veneto 2010: viene così confermato alla Liquigas per il 2011, potendo così esordire da professionista.
Nel 2016 ottiene il primo successo da professionista, aggiudicandosi il titolo nazionale in linea. L'anno dopo si trasferisce alla Bora-Hansgrohe insieme al fratello Peter.

## Palmarès
- 2006 (Juniores)

1ª tappa Coupe du Président de la Ville de Grudziądz (Gruta > Lasin)
- 2007 (Dukla Trenčín Merida)

Olympik Trnava
3ª tappa Košice-Tatry-Košice
- 2008 (Dukla Trenčín Merida)

4ª tappa Košice-Tatry-Košice
- 2009 (Dukla Trenčín Merida, una vittoria)

Grand Prix Boka
- 2016 (Tinkoff, una vittoria)

Campionati slovacchi, Prova in linea
- 2017 (Bora, una vittoria)

Campionati slovacchi, Prova in linea
- 2019 (Bora, una vittoria)

Campionati slovacchi, Prova in linea
- 2020 (Bora, una vittoria)

Campionati slovacchi, Prova in linea

### Altri successi
- 2016 (Tinkoff)

5ª tappa Tour of Croatia (Parenzo > Umago, cronosquadre)

## Piazzamenti

### Grandi Giri
- Tour de France

2017: fuori tempo massimo (9ª tappa)

### Classiche monumento
- Milano-Sanremo

2017: 113º
2018: 157º
- Giro delle Fiandre

2016: 45º
2017: 112º
2018: 92º
2019: 115º
- Parigi-Roubaix

2012: fuori tempo
2016: 51º
2017: 85º
2018: 58º
2019: ritirato
2021: 74º
- Liegi-Bastogne-Liegi

2020: ritirato

### Competizioni mondiali
- Campionati del mondo

Vienna 2005 - In linea Juniores: 104º
Spa-Francorchamps 2006 - In linea Juniores: 9º
Stoccarda 2007 - In linea Under-23: 11º
Mendrisio 2009 - In linea Under-23: ritirato
Limburgo 2012 - In linea Elite: ritirato
Toscana 2013 - In linea Elite: ritirato
Richmond 2015 - In linea Elite: ritirato
Doha 2016 - In linea Elite: 39º
Bergen 2017 - In linea Elite: 45º
Innsbruck 2018 - In linea Elite: ritirato
Yorkshire 2019 - In linea Elite: ritirato
Fiandre 2021 - In linea Elite: ritirato
Wollongong 2022 - In linea Elite: ritirato
- Giochi olimpici

Tokyo 2020 - In linea: ritirato

### Competizioni europee
- Campionati europei

Valkenburg 2006 - In linea Juniores: 11º
Sofia 2007 - In linea Under-23: 41º
Hooglede 2009 - In linea Under-23: 28º
Plumelec 2016 - In linea Elite: 56º
Herning 2017 - In linea Elite: 101º
Alkmaar 2019 - In linea Elite: ritirato
Plouay 2020 - In linea Elite: 15º
Trento 2021 - In linea Elite: ritirato